# Carl Wilhelm Boeck
 Der er for få eller ingen kildehenvisninger i denne artikel, hvilket er et problem. Du kan hjælpe ved at angive troværdige kilder til de påstande, som fremføres i artiklen.

Carl Wilhelm Boeck (født 15. december 1808 i Kongsberg, død 10. december 1875 i Kristiania) var en norsk læge, halvbroder til fysiologen Christian Boeck.
Allerede tidlig viste han sans for studiet af naturvidenskaberne; specielt fangede botanikken hans interesse. Efter at have taget embedseksamen 1831 virkede han først i forskellige stillinger, indtil han 1833 udnævntes til overlæge i sin fødeby, hvor han forblev til 1846, da han kaldtes til lektor i medicin ved Kristiania Universitet. Han docerede her operationslære, syfilis og hudsygdomme. 
1850 fik han en egen afdeling ved Rikshospitalet. Sit professorat nedlagde han 1869 og tiltrådte derefter en rejse til Nordamerika, hvor han bl.a. studerede spedalskhedens forekomst blandt de udvandrede norske. Efter sin tilbagekomst genoptog han sin stilling som overlæge og klinisk lærer ved Rikshospitalets hudsygeafdeling. Oprindelig var Böoeck fødselshjælper og var blandt de første, der i Norge anbefalede den kunstige fremkaldelse af den for tidlige fødsel. 
Senere nåede han som dermatolog sin berømmelse ved indgående studier over syfilis og spedalskhed, om hvilken sidste sygdom han skrev flere arbejder sammen med D.C. Danielssen. Således skylder man ham den historiske indledning i Boecks og Danielsens Om Spedalskhed (1847, Paris 1848). Boecks arbejder over spedalskheden ansås dog i det hele af mindre betydenhed end Danielsens, væsentligere var hans studier af syfilis. 
Han var en ivrig forkæmper for syfilisationen, som han satte i system (1852) og indførte som behandlingsmåde. Metoden søgte ved stadige indpodninger af syfilitisk materie at fremskaffe immunitet (uimodtagelighed) for sygdommen. Metoden bragte dog væsentligt kun skuffelser og måtte opgives (1879). Han stod også som en ivrig bekæmper af kviksølvbehandlingen ved syfilis, hvad der vel begrundedes i de forgiftningstilfælde, der jævnlig opstod på grund af den overdrevne anvendelse. 
Boecks arbejder satte sig spor i en stor mængde videnskabelige skrifter. Hans hovedværker er: Recherches sur la Syphilis (1862) og det historiskt vigtige Undersøgelser ang. Syphilis (1875). Boeck var en foregangsmand, hvis ideer (immuniteten) senere tider har knæsat. Han blev æresdoktor i Lund 1868, var medlem af talrige udenlandske selskaber. Hans og Danielsens arbejde om spedalskheden blev 1855 tilkendt Prix Monthyon, 2000 francs, der danner grundfonden i det af de to forskere stiftede universitetslegat.